# Regering-De Smet de Naeyer II
De regering-De Smet de Naeyer II (5 augustus 1899 - 2 mei 1907) was een Belgische katholieke regering. Ze volgde de regering-Vandenpeereboom op, nadat die was gevallen rond haar wetsontwerp voor evenredige vertegenwoordiging, en werd opgevolgd door de regering-De Trooz. 
Deze regering slaagde er wel in om het systeem van evenredige vertegenwoordiging. Het was hetzelfde project dat werd goedgekeurd, maar dat de eerste regering onder Paul de Smet de Naeyer ten val bracht. Uiteindelijk nam De Smet de Naeyer ontslag omdat hij zich niet in staat achtte om het geschil tussen koning Leopold II en het parlement over Onafhankelijke Congostaat op te lossen.

## Samenstelling
De regering-de Smet de Naeyer II telde aanvankelijk zeven ministers.
| Ambtsbekleder                                            | Ambtsbekleder                     | Ambtsbekleder                              | Functie                                           | Termijn                            | Partij                        |
| -------------------------------------------------------- | --------------------------------- | ------------------------------------------ | ------------------------------------------------- | ---------------------------------- | ----------------------------- |
|                                                          |                                   | Paul de Smet de Naeyer (1843-1913)         | Minister Financiën en Openbare Werken             | 5 augustus 1899 - 2 mei 1907       | Katholieke Partij             |
|                                                          |                                   | Jules de Trooz (1857-1907)                 | Minister Binnenlandse Zaken en Openbaar Onderwijs | 5 augustus 1899 - 2 mei 1907       | Katholieke Partij             |
|                                                          |                                   | Paul de Favereau (1856-1922)               | Minister Buitenlandse Zaken                       | 5 augustus 1899 - 2 mei 1907       | Katholieke Partij             |
|                                                          |                                   | Jules Van den Heuvel (1854-1926)           | Minister Justitie                                 | 5 augustus 1899 - 2 mei 1907       | extraparlementair (katholiek) |
|                                                          |                                   | Maurice van der Bruggen (1852-1919)        | Minister Landbouw                                 | 5 augustus 1899 - 2 mei 1907       | Katholieke Partij             |
|                                                          |                                   | Julien Liebaert (1848-1930)                | Minister Nijverheid en Arbeid                     | 5 augustus 1899 - 5 februari 1900  | Katholieke Partij             |
| Minister ad interim Spoorwegen, Posterijen en Telegrafen | 5 augustus 1899 - 5 februari 1900 | Julien Liebaert (1848-1930)                |                                                   |                                    | Katholieke Partij             |
| Minister Spoorwegen, Posterijen en Telegrafen            | 5 februari 1900 - 2 mei 1907      | Julien Liebaert (1848-1930)                |                                                   |                                    | Katholieke Partij             |
|                                                          |                                   | Alexandre Cousebant d'Alkemade (1840-1922) | Minister Oorlog                                   | 5 augustus 1899 - 2 mei 1907       | extraparlementair             |
|                                                          |                                   | Arthur Surmont de Volsberghe (1837-1906)   | Minister Nijverheid en Arbeid                     | 5 februari 1900 - 19 augustus 1902 | Katholieke Partij             |
|                                                          |                                   | Gustave Francotte (1852-1925)              | Minister Nijverheid en Arbeid                     | 19 augustus 1902 - 2 mei 1907      | Katholieke Partij             |

### Herschikkingen
- Op 5 februari 1900 neemt minister van Nijverheid en Arbeid Julien Liebaert ontslag en wordt opgevolgd door Arthur Surmont de Volsberghe.
- Op 9 augustus 1902 neemt minister van Nijverheid en Arbeid Arthur Surmont de Volsberghe ontslag en wordt opgevolgd door Gustave Francotte.